# Lubuż
Lubuż (biał. Любуж; ros. Любуж; pol. hist. Lubuż) – wieś na Białorusi, w obwodzie mohylewskim, w rejonie mohylewskim, w sielsowiecie Kadzina, nad Dnieprem i w pobliżu granic Mohylewa.
Lubuż położony jest przy drodze republikańskiej R96, w pobliżu zjazdu z drogi magistralnej M8

## Historia
W XIX w. dwa majątki ziemskie, z których jeden należał do Bartołomejów (od 1866), drugi do Zienkowiczów. Do 1917 położony był w Rosji, w guberni mohylewskiej, w powiecie mohylewskim. Następnie w granicach Związku Sowieckiego. Od 1991 w niepodległej Białorusi.